# Критерий за устойчивост на Хурвиц
Критерият за устойчивост на Хурвиц е един от начините за анализ на устойчивостта на линейна стационарна динамична система, разработен през 1895 г. от немския математик Адолф Хурвиц. Заедно с критериите на Раус и Вишнеградски, той е представител на семейството на алгебричните критерии за устойчивост, за разлика от честотните критерии за устойчивост на Найкуист и Михайлов. Предимството на метода е неговата основна простота, недостатъкът е необходимостта от извършване на операцията за изчисляване на детерминанта, която е свързана с определени изчислителни тънкости (например за големи матрици може да се появи значителна изчислителна грешка).

## Формулировка
Методът работи с коефициентите на характеристичното уравнение на системата. Нека {\displaystyle W(p)={\frac {Y(p)}{H(p)}}} e предавателната функция на системата, а {\displaystyle \ H(p)=0} – характеристичното уравнение на системата.
Характеристичният полином {\displaystyle \ H(p)} се представя във вида
{\displaystyle \ H(p)=a_{0}p^{n}+a_{1}p^{n-1}+...+a_{n}}
където {\displaystyle p=j\omega } е комплексен аргумент.
От коефициентите на характеристичното уравнение се съставя детерминантата (матрицата) на Хурвиц {\displaystyle \Delta }, наричана още главен определител, съгласно алгоритъма: 
1) по главния диагонал отляво надясно всички коефициенти на характеристичното уравнение се задават от {\displaystyle \ a_{1}} до {\displaystyle \ a_{n}};
2) от всеки елемент на диагонала нагоре и надолу колоните на детерминанта се попълват така, че индексите намаляват отгоре надолу;
3) коефициентите с индекси по-малки от нула или по-големи от {\displaystyle \ n} се заменят с нули.
Размерът на матрицата на Хурвиц се определя от максималната степен на {\displaystyle p} в характеристичното уравнение (т.е. {\displaystyle n}).
Или явно 
{\displaystyle \Delta ={\begin{vmatrix}a_{1}&a_{3}&a_{5}&\ldots &0\\a_{0}&a_{2}&a_{4}&\ldots &0\\0&a_{1}&a_{3}&\ldots &0\\0&a_{0}&a_{2}&\ldots &0\\\ldots &\ldots &\ldots &\ldots &\ldots \\\ldots &\ldots &\ldots &\ldots &a_{n}\end{vmatrix}}}
Критерий на Хурвиц:
| „ | За да бъде една динамична система устойчива, е необходимо и достатъчно всички коефициенти на характеристичния полином и всички главни диагонални минори на детерминантата на Хурвиц да са положителни: {\displaystyle a_{0},a_{1},a_{2},...a_{n}>0} и {\displaystyle \Delta _{1}}, {\displaystyle \Delta _{2}}, ... {\displaystyle \Delta _{n}>0}. | “ |

Тези минори са съставни детерминанти от 2×2 елемента, разположени по главния диагонал на детерминантата на Хурвиц и се наричат определители на Хурвиц. Изчисляват се по формулата {\displaystyle \Delta _{i}=a_{i-1}.a_{i}-a_{i-2}.a_{i+1}}

## Примери за определители на Хурвиц за някои характеристични полиноми
Най-често срещаните случаи на прилагане на критерия са за характеристични полиноми от 3-та, 4-та и 5-та степен.
Характеристичният полином от пета степен е: {\displaystyle \ H(p)=a_{0}p^{5}+a_{1}p^{4}+a_{2}p^{3}+a_{3}p^{2}+a_{4}p+a_{5}}. 
Детерминантата и определителите на Хурвиц ще имат вида:

{\displaystyle \Delta ={\begin{vmatrix}a_{1}&a_{3}&a_{5}&0&0\\a_{0}&a_{2}&a_{4}&0&0\\0&a_{1}&a_{3}&a_{5}&0\\0&a_{0}&a_{2}&a_{4}&0\\0&0&a_{1}&a_{3}&a_{5}\end{vmatrix}}} ; {\displaystyle \Delta _{1}=a_{1}} ; {\displaystyle \Delta _{2}={\begin{vmatrix}a_{1}&a_{3}\\a_{0}&a_{2}\end{vmatrix}}=a_{1}.a_{2}-a_{0}.a_{3}} ; {\displaystyle \Delta _{3}={\begin{vmatrix}a_{2}&a_{4}\\a_{1}&a_{3}\end{vmatrix}}=a_{2}.a_{3}-a_{1}.a_{4}} ; {\displaystyle \Delta _{4}={\begin{vmatrix}a_{3}&a_{5}\\a_{2}&a_{4}\end{vmatrix}}=a_{3}.a_{4}-a_{2}.a_{5}} ; {\displaystyle \Delta _{5}={\begin{vmatrix}a_{4}&0\\a_{3}&a_{5}\end{vmatrix}}=a_{4}.a_{5}-a_{3}.0=a_{4}.a_{5}}
Характеристичният полином от четвърта степен е: {\displaystyle \ H(p)=a_{0}p^{4}+a_{1}p^{3}+a_{2}p^{2}+a_{3}p+a_{4}}. 
Детерминантата на Хурвиц се получава от предходната за пета степен чрез премахване на десния стълб и долния ред. Във всички горни изрази се замества {\displaystyle \ a_{5}=0.}
Характеристичният полином от трета степен е: {\displaystyle \ H(p)=a_{0}p^{3}+a_{1}p^{2}+a_{2}p+a_{3}}. 
Детерминантата на Хурвиц се получава от тази за пета степен чрез премахване на 2 десни стълба и 2 долни реда. 
Във всички горни изрази се замества {\displaystyle \ a_{5}=0} и {\displaystyle \ a_{4}=0.}
Характеристичният полином от втора степен е: {\displaystyle \ H(p)=a_{0}p^{2}+a_{1}p+a_{2}}. 
Детерминантата на Хурвиц се получава от тази за пета степен чрез премахване на 3 десни стълба и 3 долни реда. 
Във всички горни изрази се замества {\displaystyle \ a_{5}=0}, {\displaystyle \ a_{4}=0} и {\displaystyle \ a_{3}=0}.

## Анализ
Анализирайки състоянието на критерия на Хурвиц, може да се забележи негово излишество. Броят на неравенствата може да бъде намален наполовина с помощта на теоремата на Лиенард–Шипар. Въпреки това, в изчислително отношение сложността на критерия не намалява значително, тъй като при изчисляване на минор от висок ред най-често е необходимо да се изчислят минорите от по-нисък ред.
Недостатъкът на критерия на Хурвиц е слабата му нагледност. Предимството му е, че е удобен за изпълнение на компютър. Често се използва за определяне на влиянието на един от параметрите на CAУ върху нейната устойчивост. Ако главната детерминанта е нула {\displaystyle \Delta _{n}=\Delta _{n-1}=0}, системата е на границата на устойчивост. В този случай или {\displaystyle \Delta _{n}=0} – при изпълнение на останалите условия системата е на границата на апериодичната устойчивост, или предпоследният минор {\displaystyle \Delta _{n-1}=0} – ако всички други минорни са положителни, системата е на границата на колебателната устойчивост. Параметрите на CAУ определят стойностите на коефициентите на уравнението на динамиката, следователно промяната на който и да е параметър {\displaystyle K_{i}} влияе на стойността на детерминанта {\displaystyle \Delta _{n-1}}. Чрез изследване на това влияние може да се намери при каква стойност на {\displaystyle K_{i}} детерминантата {\displaystyle \Delta _{n-1}} ще стане нула и след това отрицателна. Това ще бъде граничната стойност на изследвания параметър, след което системата става неустойчива. 

## Автоматизация на метода
Методът на Хурвиц е доста удобен за определяне на устойчивостта на връзките с помощта на компютър. В този случай обаче трябва да се има предвид, че прилагането на критерия за системи с по-висок от 5-ти ред {\displaystyle (n>5)} може да доведе до значителни грешки, тъй като изчисляването на детерминантите от висок ред е доста сложна операция и води до натрупване на грешки в изчисленията.
Разработено е програмно осигуряване за анализ на устойчивостта на един от най-често срещаните компютърни езици за технически изчисления MATLAB. По-долу е даден пример за автоматизиране на работата на метода с помощта на MATLAB версия 5.3 с неговия синтаксис.
Програмата по-долу извършва всички необходими изчисления. За да работи, тя трябва да бъде поставена в текстов файл с разширение .m и име, което съответства на името на самата функция, в този случай името на файла трябва да бъде raus_gur.m.
```
function
 
[Ust, Mnrs, Mtrx] = raus_gur
(
H
)

% Определяне на устойчивостта на система по критерия на Раус-Хурвиц, зададен чрез

% следната предавателна функция:

% 

%          B(p)   

%   W(p) = ----,

%          H(p)     

% 

% където H(p) е характеристичен полином.

% 

% H(p) = a0*p^n + a1*p^(n-1) + a2*p^(n-2) + ... + an 

%  

%   a0, a1, a2, ..., an - коeфициенти на полинома H(p).

% 

% 

% Обръщението към функцията RAUS_GUR може да бъде изпълнено по два начина:

% 

%   Първи начин.

% 

%   [Ust, Mnrs, Mtrx]  = RAUS_GUR(H);

% 

%   Входни параметри:

% H - вектор на коефициентите на знаменателя (характеристичен полином)

% 

%   Изходни параметри:

% Ust - логически параметър, характеризиращ резултата от работата на функцията:

%   Ust = 1 - системата е устойчива

%   Ust = 0 - система е неустойчива

%  

% Mnrs - вектор от стойностите на минорите от по-малък към по-голям размер,

% които е необходимо да се изчислят за оценка на устойчивостта по метода на Раус-Хурвиц.

% Съгласно метода на Раус-Хурвиц, системата е устойчива, ако всички минори са положителни.

% Изчислението на стойността на външния минор няма смисъл, тъй като неговият знак

% винаги ще съвпада със знака на предходния минор.

% 

% Mtrx - пълна матрица на Раус-Хурвиц за дадения полином.

% 

%   Втори начин.

% 

%   [Ust, Mnrs, Mtrx]  = RAUS_GUR(W);

% 

%   Входни параметри:

% W - обект от клас LTI (виж описанието Control System Toolbox)  

% 

% Изходни параметри, аналогични на гореописаните.

% 

% 

% Ако размерът на характеристичния полином е три и по-малко коефициенти, 

% то изходните параметри Mnrs и Mtrx имат стойност NaN.

% 

% Програмата е предназначена за работа във версията MATLAB 5.3

if
 
isa
(
H
,
 
'lti'
)

   
[
B
,
 
H
]
 
=
 
tfdata
(
H
,
 
'v'
);

end

Ust
 
=
 
1
;
 

if
 
length
(
H
(:))
 
<
 
4

    
Mtrx
 
=
 
NaN
;
 
Mnrs
 
=
 
NaN
;

    
if
 
any
(
H
(:)
 
<=
 
0
)

        
Ust
 
=
 
0
;

    
end

    
return

end

H
 
=
 
H
(:);

n
 
=
 
length
(
H
)
 
-
 
1
;
 
% Размери на матрицата на Хурвиц

A
 
=
 
[
zeros
(
n
-
1
,
 
1
);
 
H
(
end
:
-
1
:
1
);
 
zeros
(
n
-
2
,
 
1
)];

Mtrx
 
=
 
zeros
(
n
,
 
n
);
 
% Празни места в матрицата на Хурвиц

Mnrs
 
=
 
zeros
(
n
-
2
,
 
1
);
 
% Вектор на минорите

for
 
i
 
=
 
1
:
n

    
Mtrx
(:,
 
i
)
 
=
 
A
((
n
 
-
 
i
)
*
2
 
+
 
1
:
3
*
n
 
-
 
2
*
i
);
   

end

for
 
i
 
=
 
2
:
n
-
1

    
Mnrs
(
i
-
1
)
 
=
 
det
(
Mtrx
(
1
:
i
,
1
:
i
));

end

if
 
any
([
H
(:);
 
Mnrs
(:)]
 
<=
 
0
)

    
Ust
 
=
 
0
;

end

```

### Пример
Дадена е предавателната функция:
{\displaystyle {\text{W}}\left(p\right)={\frac {Y\left(p\right)}{H\left(p\right)}}={\frac {5\cdot p+4}{{{p}^{5}}+16\cdot {{p}^{4}}+95\cdot {{p}^{3}}+260\cdot {{p}^{2}}+324\cdot p+144}}}
Тогава извикването на горната функция ще изглежда така: 
[A, B, C] = raus_gur([1 16 95 260 324 144])

Резултат от изчисленията:

A =
```
    1
```

B =
```
       1260
     246960
   63504000
```

C =
```
    16  260  144    0    0
     1   95  324    0    0
     0   16  260  144    0
     0    1   95  324    0
     0    0   16  260  144
```

Тъй като A = 1, то системата е устойчива.
Векторът В съдържа стойностите на диагоналните определители от 2×2 до 4×4, първият елемент няма значение, а стойността на външния определител винаги ще има същия знак, както предходния. Съгласно метода на Хурвиц, за да бъде системата устойчива, всички тези определители трябва да са  положителни.
Матрицата С е главният определител – детерминантата на Хурвиц.
Тази функция може да се използва в математически пакети, които имат синтаксис, подобен на MATLAB или с малка модификация.
Система е на границата на апериодична устойчивост, ако коефициентът {\displaystyle a_{n}=0}.
Система е на границата на колебателна устойчивост, ако предпоследният минор {\displaystyle \Delta _{n-1}=0}.